# Nazionale maschile under 21 di baseball della Repubblica Ceca
La nazionale maschile under 21 di baseball ceca rappresenta la Repubblica Ceca nelle competizioni internazionali di età non superiore ai ventuno anni.

## Piazzamenti

### Europei
- 2010 :  1°
- 2012 :  3°
- 2014 :  1°